# Anna Nowakowska (dyplomata)
Anna Nowakowska (ur. 12 listopada 1969 w Warszawie) – polska dyplomatka, konsul generalna RP w Brześciu (2010–2015), Królewcu (2018–2025) oraz Łucku (od 2025).

## Życiorys
Ukończyła studia historyczne ze specjalizacją w średniowieczu oraz studia podyplomowe w zakresie integracji europejskiej oraz rachunkowości i zarządzania finansami w jednostkach sektora finansów publicznych.
Pracę zawodową podjęła w 1995 jako starszy referent w regionalnym ośrodku szkolenia Zakładzie Ubezpieczeń Społecznych. Systematycznie awansowała. W 1998 powierzono jej kierowanie wiodącym ośrodkiem przetwarzania danych ZUS, utworzonym w związku z wprowadzeniem reformy ubezpieczeń społecznych.
W 1999 wyjechała do Federacji Rosyjskiej wraz z oddelegowanym do pracy przy ambasadzie RP w Moskwie mężem i podjęła tam pracę jako kierowniczka kancelarii stałego przedstawiciela PAN przy Rosyjskiej Akademii Nauk. W latach 2000–2002 pracowała w wydziale konsularnym ambasady RP w Moskwie jako referent. W 2003 wyjechała jako II sekretarz do pracy w Konsulacie Generalnym RP w Kijowie, gdzie początkowo zajmowała się sprawami polonijnymi, zaś po wejściu w życie tzw. nowej polityki wizowej, do głównych jej obowiązków należały sprawy wizowe. Od listopada 2004 zaczęła kierować działem wizowo-paszportowym. Przypadło to na okres implementacji dorobku prawnego Schengen. W trakcie pobytu na placówce została wpisana do państwowego zasobu kadrowego. W Kijowie dwukrotnie awansowała – na I sekretarza, a następnie na radcę. Po powrocie do Polski w kwietniu 2008 objęła stanowisko dyrektora Biura Dyrektora Generalnego w Kancelarii Prezesa Rady Ministrów. W 2010 została konsul generalną RP w Brześciu, którą to funkcję pełniła do 2015. W latach 2015–2017 zastępczyni dyrektora Biura Spraw Osobowych MSZ. Od stycznia 2018 do 2025 kierowała Konsulatem Generalnym RP w Królewcu. W lutym 2025 została konsul generalną RP w Łucku.

## Odznaczenia i wyróżnienia
- Nagroda im. Andrzeja Kremera „Konsul Roku” – 2013[5]

- Złoty Krzyż Zasługi „za zasługi w służbie zagranicznej, za osiągnięcia w podejmowanej z pożytkiem dla kraju pracy zawodowej i dyplomatycznej” – 2025[6]